# Hemicrepidius hemipodus
Hemicrepidius hemipodus es una especie de escarabajo que pertenece a la familia Elateridae. El nombre científico de la especie fue publicado por primera vez en 1825 por Thomas Say.